# Rura ogniowa

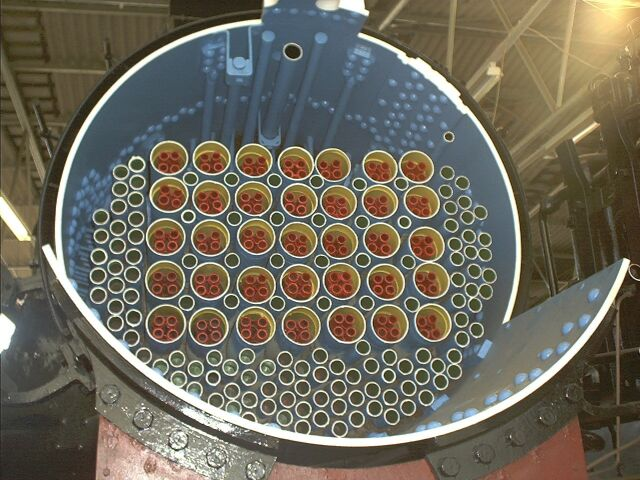
Przekrój koŧła parowozowego. Mniejsze - płomieniówki, większe - płomienice z rurami przegrzewacza w środku.

Rura ogniowa – część kotła parowego lub grzewczego umieszczona w walczaku z paleniskiem w środku, albo przez wnętrze której przepływają spaliny. Ciepło przekazuje cieczy. Bardzo rzadko były wykorzystywane do ogrzewania pary w przegrzewaczach np. przegrzewaczach Gehre'go. Górna część pionowych rur ogniowych wystająca z wody podgrzewa parę osuszając ją i nieznacznie przegrzewając.
W kotle parowozu są to rury pomiędzy ścianami sitowymi.
Są przeciwieństwem opłomek omywanych spalinami z zewnątrz.
Zależnie od wielkości i przeznaczenia dzielą się na płomienice i płomieniówki.